# Municipio de Benton (condado de Faulkner)
El municipio de Benton (en inglés: Benton Township) es un municipio ubicado en el condado de Faulkner en el estado estadounidense de Arkansas. En el año 2010 tenía una población de 961 habitantes y una densidad poblacional de 12,69 personas por km².

## Geografía
El municipio de Benton se encuentra ubicado en las coordenadas 35°19′14″N 92°13′42″O / 35.32056, -92.22833. Según la Oficina del Censo de los Estados Unidos, el municipio tiene una superficie total de 75.75 km², de la cual 75,75 km² corresponden a tierra firme y (0 %) 0 km² es agua.

## Demografía
Según el censo de 2010, había 961 personas residiendo en el municipio de Benton. La densidad de población era de 12,69 hab./km². De los 961 habitantes, el municipio de Benton estaba compuesto por el 95,94 % blancos, el 0,62 % eran amerindios, el 0,42 % eran asiáticos, el 0,52 % eran isleños del Pacífico, el 0,1 % eran de otras razas y el 2,39 % eran de una mezcla de razas. Del total de la población el 2,81 % eran hispanos o latinos de cualquier raza.